# Lamyctes leleupi
Lamyctes leleupi är en mångfotingart som beskrevs av Matic och Darabantu 1977. Lamyctes leleupi ingår i släktet Lamyctes och familjen fåögonkrypare. Inga underarter finns listade i Catalogue of Life.